# Vatnsoyrar
Vatnsoyrar – miejscowość położona na wyspie Vágar, należącej do archipelagu Wysp Owczych. Administracyjnie, do 2009 roku należała do gminy Miðvágur w regionie Vágar, a obecnie jest częścią Vága kommuna, powstałej w wyniku połączenia Miðvágs i Sandavágs kommuna. Jest to jedna z najmniejszych osad wysp, jej populacja liczy obecnie (I 2015 r.) 51 osób.

## Historia
Miejscowość założono w roku 1921. Pełniła rolę lądowiska dla wodnosamolotów w czasie drugiej wojny światowej.

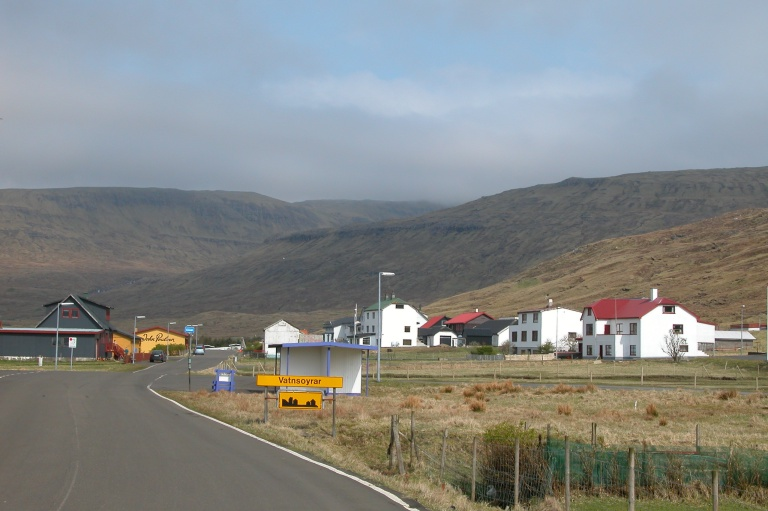
Wjazd do wsi Vatnsoyrar
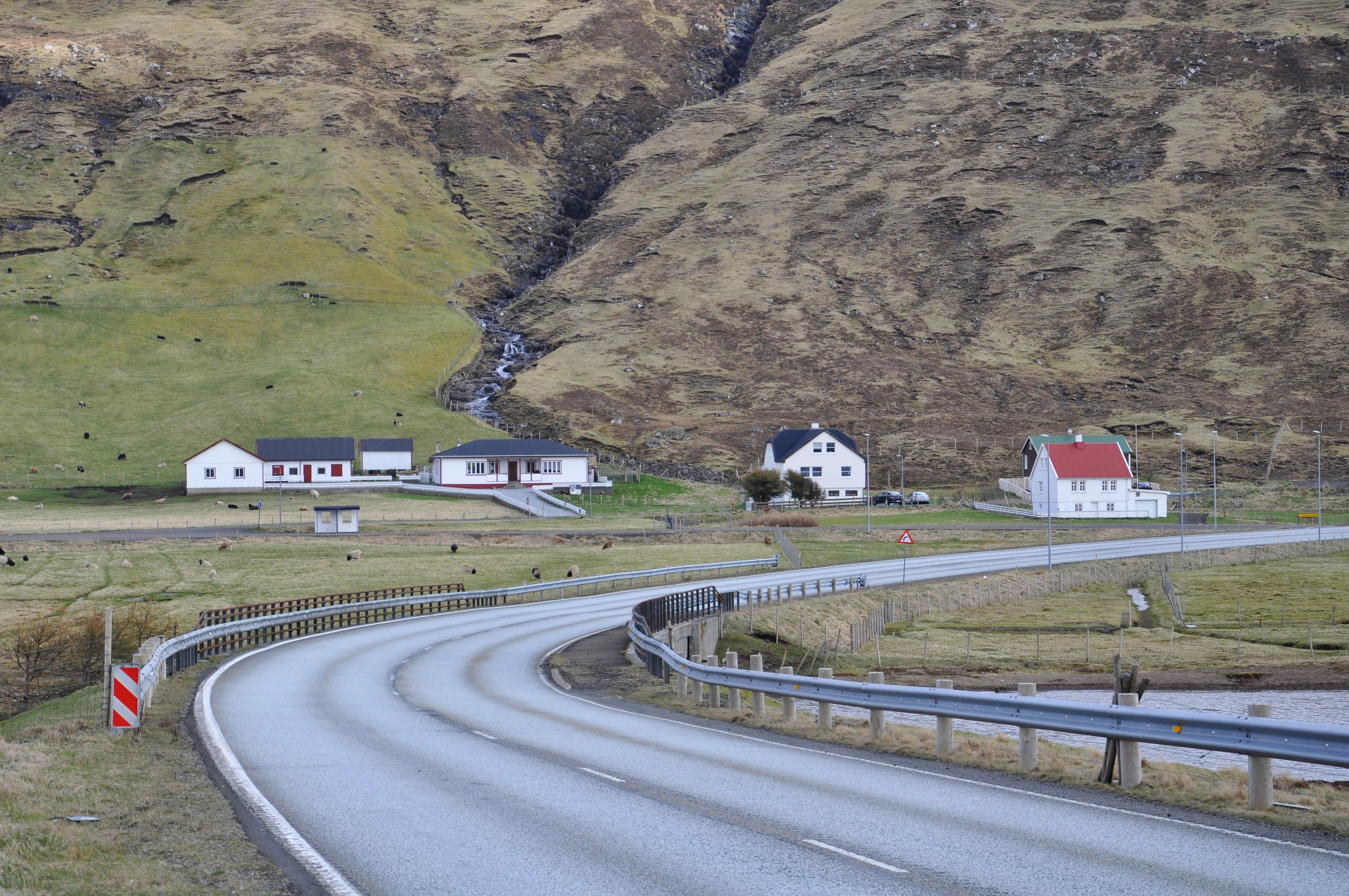
Droga główna nr 11 przechodząca przez Vatnsoyrar
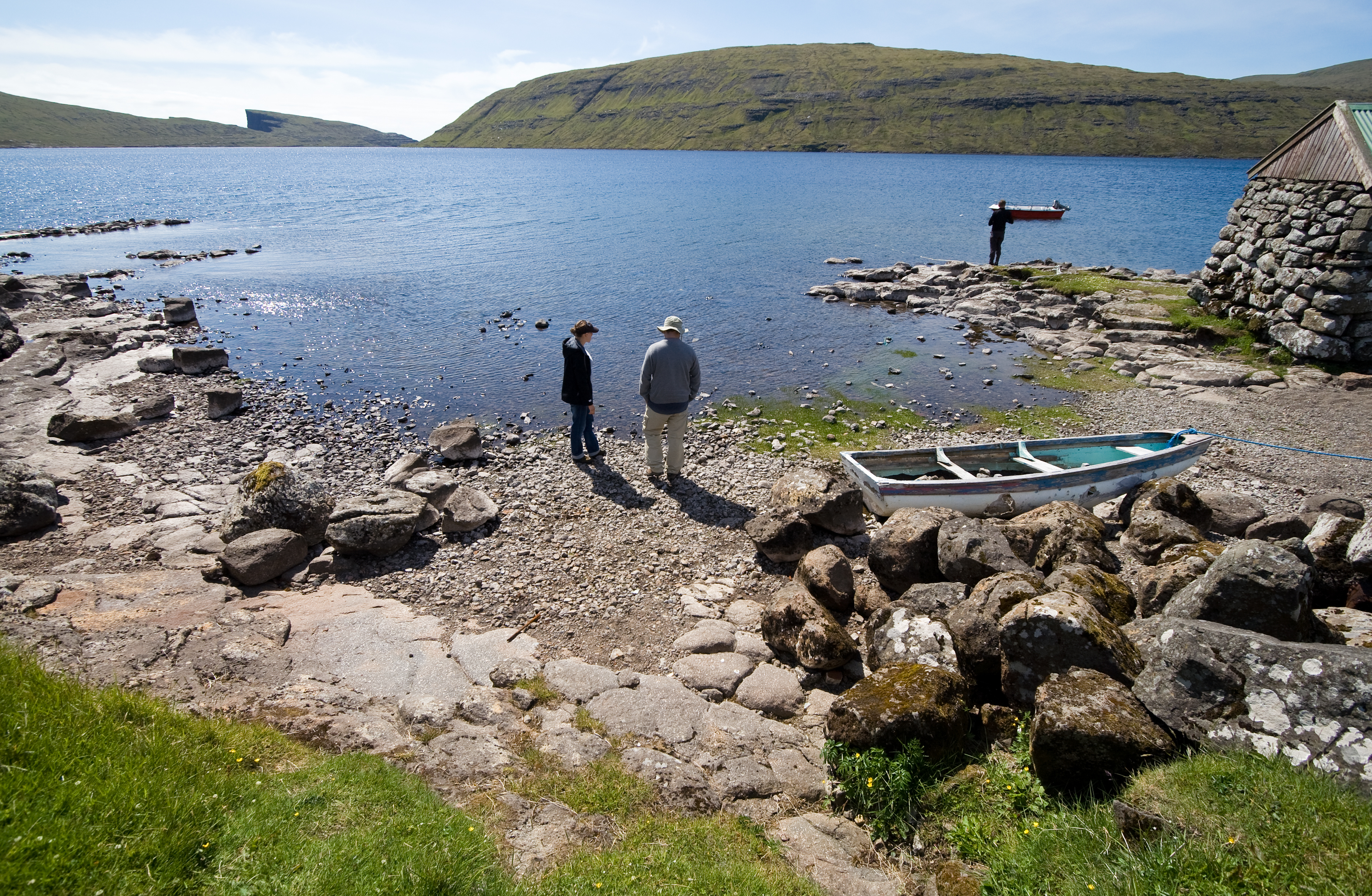
Scena w Sørvágsvatn

## Położenie
Vatnsoyrar leży na północ od jeziora Sørvágsvatn, największego tego typu akwenu na całym archipelagu, od tego też wzięła się nazwa tej miejscowości. Słowo vatn z farerska oznacza bowiem jezioro. Osada jest też jedyną, która nie przylega do nadmorskiego wybrzeża. Kiedy patrzy się na mapę wyspy Vágar, Vatnsoyrar znaleźć można na południu, na zachód od 676 metrowego wzniesienia Reynsatindur. Najbliższą miejscowością jest Sørvágur.

## Populacja
Osada Vatnsoyrar istnieje dość krótko, a liczba jej mieszkańców nigdy nie sięgnęła zbyt wysokich wartości, niemniej przez ostatnie 3 dziesięciolecia zmieniała się ona, często dość dynamicznie. Jeszcze w roku 1985 mieszkały tam 62 osoby i było to najwięcej w omawianym okresie. Od tamtej pory widoczny był jednak lekki spadek, który największe rozmiary przybrał w latach 1989/90, kiedy z 53 osób wyemigrowało 10. Od tamtej pory, aż do 2005 roku liczba mieszkańców ustabilizowała się, brak było dużych zachwiań i raz tylko, w 2003 spadła poniżej 40 osób (39, i była to najmniejsza liczba ludności). Rok 2005 jest jednak przełomem, wtedy bowiem osiedliło się nowych 13 ludzi i dało to, utrzymujących się do roku 2008, 56 osób zamieszkujących Vatnsoyrar.
Według danych Urzędu Statystycznego (I 2015 r.) jest 73. co do wielkości miejscowością Wysp Owczych.

## Turystyka
Jedyną możliwością dojścia do Vatnsoyrar jest skorzystanie z drogi łączącej tę osadę z Sørvágur i Miðvágur. Przejeżdża przez nią, co prawda autobus linii nr 300 z Tórshavn, jednak wedle rozkładu nie ma on tam przystanku. Mimo to przystanek Vatnsoyrar (Torvgøta) wymieniony jest w kalkulatorze cen biletów, a autobus może zatrzymać się tam na żądanie pasażera.
Znajduje się tam niewielkie muzeum motoryzacyjne Vatnsoyra Bilasavn, w którym jedynymi eksponatami są Ford Model T z 1915 roku i Ford Model TT z roku 1922. Są to jedne z pierwszych modeli samochodów jakie pojawiły się na Wyspach Owczych.
Prócz tego znajduje się tam też Vatnsoyra Snikkaravirki, fabryka wytwarzająca drzwi i okna, założona w roku 1968, funkcjonująca pod nazwą HDYGD od roku 2005. Ostatnią atrakcją miejscowości są wycieczki po jeziorze Sørvágsvatn połączone z łowieniem ryb.